# Ubuntu Studio
Ubuntu Studio este o variantă de Ubuntu care se concentrează pe editare video, audio și grafică.

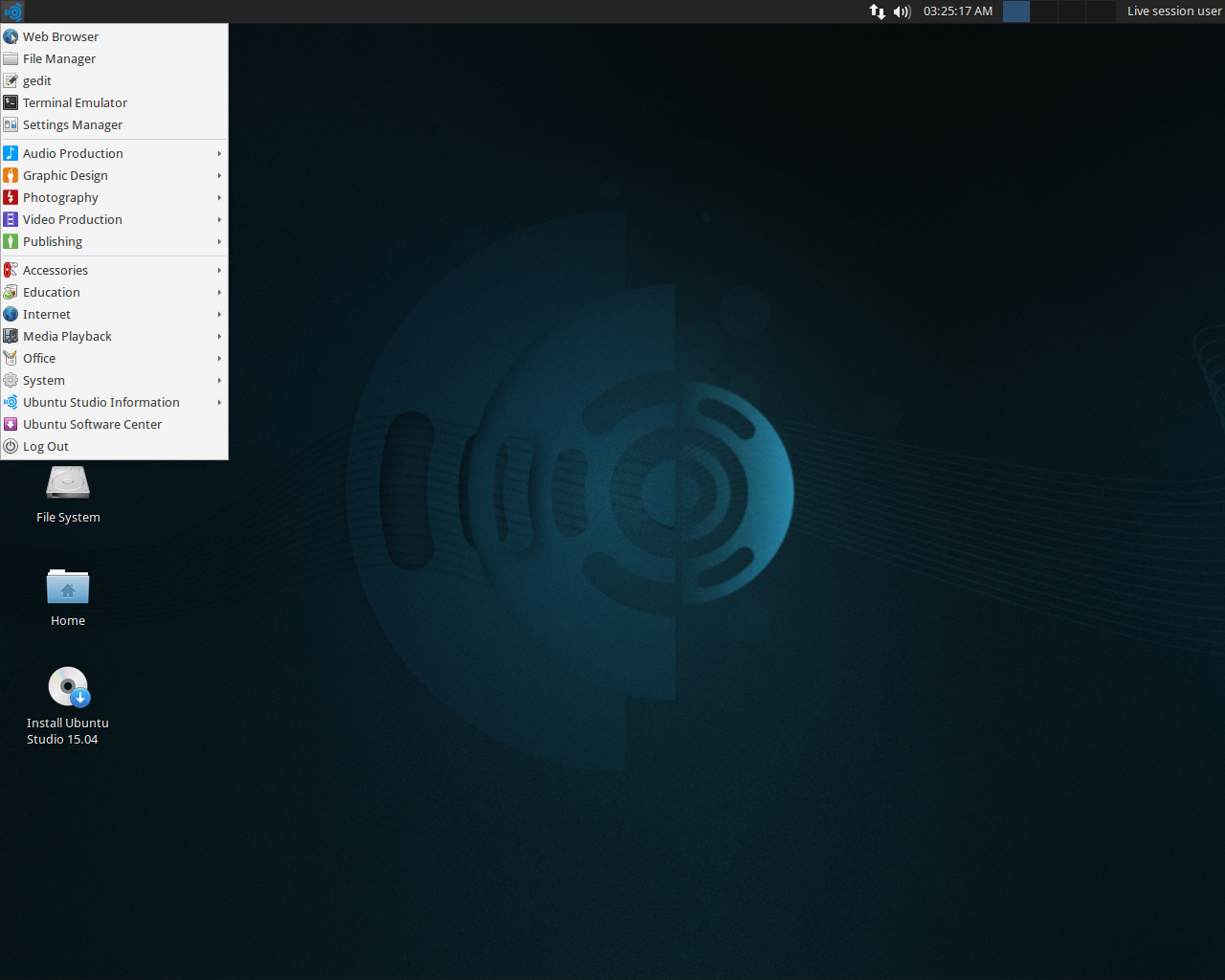
Ubuntu Studio 15.04

În 23 aprilie 2015 a fost lansată versiunea Ubuntu Studio 15.04. 